# Alicia Migdal
Alicia Migdal (Montevideo, 5 de diciembre de 1947) es una escritora y periodista uruguaya, una de las más reconocidas y premiadas de su país. Ha publicado libros de poesía, narrativa, y crítica de cine y literaria.

## Biografía
Alicia Migdal nació en Montevideo, en el seno de una familia judía. Estudió literatura en el Instituto de Profesores Artigas. Entre los años 1966 y 1979 trabajó en la editorial Arca, de Montevideo, y entre 1976 y 1977 en la Biblioteca Ayacucho, en Caracas. A su regreso a Uruguay comenzó a trabajar como crítica cultural en la prensa local.
Fue jefa de la sección cultural del semanario La Semana del ya desaparecido diario El Día, después de la página de Espectáculos del diario El País. Publicó notas en el semanario Brecha y colaboró en revistas nacionales y extranjeras. Ha integrado numerosos jurados de literatura, cine, videos y guiones. 
Desde su primer libro, Mascarones (1981), su literatura ha desafiado la clasificación de los géneros literarios al mismo tiempo que abre paso a una voz -una escritura- original, decantada, económica y eficaz. En su obra, una y otra vez, se despliegan imágenes que tienen el objetivo de rescatar el sentido de lo desechado y desperdiciado en el tiempo breve de una vida humana.
La poética de Alicia Migdal parece ser «contar sin contar, acercarse en lentas aproximaciones al material caliente y lejano de nuestra vida secreta» como se dice en su primera novela La casa de enfrente (1988).
Uno de los aspectos que vertebra su obra es el desdoblamiento y muestreo de las polaridades de lo femenino y lo masculino en las vidas y en la cultura. Otros aspectos interesantes son la incorporación de la herencia cultural de los inmigrantes judíos y la densidad de la infancia.
Con La casa de enfrente integró la terna finalista del premio Bartolomé Hidalgo e Historia quieta obtuvo el premio Bartolomé Hidalgo y fue publicada en francés, en edición bilingüe de L'Harmattan con prefacio de Albert Bensoussan. 
En el 2010 recibió el premio Nacional de Narrativa del Ministerio de Cultura por su libro En un idioma extranjero, que reúne sus tres nouvelles junto a Abstracto, un texto inédito.

## Obras
- 1981, Mascarones (poemas en prosa. Montevideo, Arca)
- 1986, Historias de cuerpos (poesía. Montevideo, Arca)
- 1988, La casa de enfrente (nouvelle. Montevideo, Arca)
- 1993, Historia quieta (nouvelle. Montevideo, Ediciones Trilce) (edición francesa Histoire immobile, París, L Harmattan, 1998, traducción Jérome Dolivet)
- 1999, Muchachas de verano en días de marzo (nouvelle. Montevideo, Cal y Canto)
- 2008, En un idioma extranjero (nouvelles. Montevideo, Rebeca Linke Editoras)
- 2019, El mar desde la orilla (novela. Montevideo, Criatura Editora)